# NHL Expansion Draft 1972
L'NHL Expansion Draft 1972 si è tenuto il 6 giugno 1972 presso il Queen Elizabeth Hotel di Montréal. Il draft ebbe luogo per permettere di completare i roster delle due nuove franchigie iscritte in NHL a partire dalla stagione 1972-73: gli Atlanta Flames ed i New York Islanders.

## Amateur Draft
L'NHL Amateur Draft 1972, il 10º draft della National Hockey League, si svolse il 9 giugno 1972 presso il Queen Elizabeth Hotel di Montréal. I New York Islanders selezionarono l'ala destra Billy Harris dai Toronto Marlboros, gli Atlanta Flames invece come seconda scelta puntarono sull'ala sinistra Jacques Richard, proveniente dai Québec Remparts, mentre i Vancouver Canucks scelsero in terza posizione il centro Don Lever dei Niagara Falls Flyers.

## Regole
A differenza delle precedenti edizioni dell'Expansion Draft ciascuna squadra doveva selezionare dalle altre quattordici franchigie della NHL 21 giocatori: due portieri e diciannove fra attaccanti e difensori. Al termine del Draft i giocatori scelti furono 42. Al momento dell'estrazione gli Atlanta Flames conquistarono il diritto di selezionare i giocatori per primi.

## Expansion Draft

### Atlanta Flames
| Scelta # | Giocatore        | Posizione    | Selezionato dai         |
| -------- | ---------------- | ------------ | ----------------------- |
| 1        | Phil Myre        | Portiere     | Montreal Canadiens      |
| 3        | Dan Bouchard     | Portiere     | Boston Bruins           |
| 6        | Kerry Ketter     | Difensore    | Montreal Canadiens      |
| 8        | Norm Gratton     | Ala sinistra | New York Rangers        |
| 10       | Ron Harris       | Difensore    | Detroit Red Wings       |
| 12       | Larry Romanchych | Ala destra   | Chicago Blackhawks      |
| 14       | Bill MacMillan   | Ala sinistra | Toronto Maple Leafs     |
| 16       | Randy Manery     | Difensore    | Detroit Red Wings       |
| 18       | Keith McCreary   | Ala destra   | Pittsburgh Penguins     |
| 20       | Ernie Hicke      | Centro       | California Golden Seals |
| 22       | Lew Morrison     | Ala destra   | Philadelphia Flyers     |
| 24       | Lucien Grenier   | Ala sinistra | Los Angeles Kings       |
| 26       | Bill Plager      | Difensore    | St. Louis Blues         |
| 28       | Morris Stefaniw  | Centro       | New York Rangers        |
| 30       | John Stewart     | Ala sinistra | Pittsburgh Penguins     |
| 32       | Bob Leiter       | Centro       | Pittsburgh Penguins     |
| 34       | Pat Quinn        | Difensore    | Vancouver Canucks       |
| 36       | Larry Hale       | Difensore    | Philadelphia Flyers     |
| 38       | Bill Heindl, Jr. | Ala sinistra | Minnesota North Stars   |
| 40       | Frank Hughes     | Ala sinistra | California Golden Seals |
| 42       | Rod Zaine        | Centro       | Buffalo Sabres          |

### New York Islanders
| Scelta # | Giocatore        | Posizione    | Selezionato dai         |
| -------- | ---------------- | ------------ | ----------------------- |
| 2        | Gerry Desjardins | Portiere     | Chicago Blackhawks      |
| 4        | Billy Smith      | Portiere     | Los Angeles Kings       |
| 5        | Bart Crashley    | Difensore    | Montreal Canadiens      |
| 7        | Dave Hudson      | Centro       | Chicago Blackhawks      |
| 9        | Ed Westfall      | Ala destra   | Boston Bruins           |
| 11       | Garry Peters     | Centro       | Boston Bruins           |
| 13       | Larry Hornung    | Difensore    | St. Louis Blues         |
| 15       | Bryan Lefley     | Difensore    | New York Rangers        |
| 17       | Brian Spencer    | Ala sinistra | Toronto Maple Leafs     |
| 19       | Terry Crisp      | Centro       | St. Louis Blues         |
| 21       | Ted Hampson      | Centro       | Minnesota North Stars   |
| 23       | Gerry Hart       | Difensore    | Detroit Red Wings       |
| 25       | John Schella     | Difensore    | Vancouver Canucks       |
| 27       | Bill Mikkelson   | Difensore    | Los Angeles Kings       |
| 29       | Craig Cameron    | Ala destra   | Minnesota North Stars   |
| 31       | Tom Miller       | Centro       | Toronto Maple Leafs     |
| 33       | Brian Marchinko  | Centro       | Buffalo Sabres          |
| 35       | Ted Taylor       | Ala sinistra | Vancouver Canucks       |
| 37       | Norm Ferguson    | Ala destra   | California Golden Seals |
| 39       | Jim Mair         | Difensore    | Philadelphia Flyers     |
| 41       | Ken Murray       | Difensore    | Buffalo Sabres          |